# Catherine MacPhail
Pour les articles homonymes, voir MacPhail.
 (octobre 2013).
Si vous disposez d'ouvrages ou d'articles de référence ou si vous connaissez des sites web de qualité traitant du thème abordé ici, merci de compléter l'article en donnant les références utiles à sa vérifiabilité et en les liant à la section « Notes et références ».
Catherine MacPhail est une romancière britannique née le 25 janvier 1946 à Greenock (Écosse) et morte le 1er septembre 2021. 

## Biographie
Issue d'une famille modeste, Catherine MacPhail a longtemps considéré le métier d'écrivain comme un rêve inaccessible[réf. nécessaire]. Après la naissance de son premier enfant, elle a commencé à fréquenter l'atelier d'écriture de son quartier, où on lui a conseillé d'envoyer son manuscrit à des éditeurs. Son premier roman pour la jeunesse, Run, Zan, Run, a remporté le Kathleen Fidler Award.
Catherine MacPhail est un auteur reconnu, elle a publié une trentaine de romans et reçu de nombreux prix.

## Ouvrages
- Run, Zan, Run (1994)
- Fighting Back (1998)
- Fugitive (1999)
- Missing (2000)
- A Kind of Magic (2001)
- Bad Company (2001)
- Dark Waters (2003)
- Picking on Percy (2003)
- Wheels (2003)
- Another Me (2003)
- Get That Ghost to Go ! (2003)
- Catch Us If You Can (2004)
- Tribes (2004)
- Underworld (2004)
- Sticks and Stones (2005)
- Roxy's Baby (2005)
- Traitors' Gate (2005)
- Get That Ghost to Go Too (2006)
- Dead Man's Close (2006)
- Under the Skin (2007)
- Worse Than Boys (2007)
- Hide And Seek (2009)
- Grass (TBA)
- Out of the Depths (TBA)
- Green Green Grass (TBA)

### SérieGranny Nothing
1. Granny Nothing
2. Granny Nothing (2003)
3. Granny Nothing and the Shrunken Head (2003)
4. Granny Nothing and the Rusty Key (2004)
5. Granny Nothing and the Secret Weapon (2004)
6. Granny Nothing 6 (TBA)

### SérieNémésis
1. Le Dernier Message (2009)
2. L'Heure de la bête (2009)
3. L'Homme en noir (2010)
4. La Mort en marche (2010)